# 埃里克·延德里舍克
艾力·贊迪錫（1984年9月28日—），出生在特爾斯泰納，是一名斯洛伐克足球運動員，司職前鋒，現效力希超球會薩丁。

## 球會
路梳比洛
2003-06年間，他效力路梳比洛，代表球會在聯賽上陣56次攻入30球。2006年，他協助球隊贏得聯賽冠軍 和斯洛伐克杯，成為雙料冠軍，在該季他與羅伯特·洛一同位列聯賽神射手。
漢諾威
2006年夏天，贊迪錫被球會外借至漢諾威，球季結束後漢諾威可以選擇是否買斷他的合約。2006年9月9日，他在德國足協盃首圈以3-2的比分擊敗德雷斯頓迪納摩的賽事中後備入替而首次競賽上陣。
凱沙羅頓
2007年5月30日，贊迪錫加盟凱沙羅頓並簽訂三年合約。8月4日，他在德國足協盃首圈以4-0的比分擊敗威廉港的賽事中處子上陣。
然而，贊迪錫在下半季的表現大不如前，他上陣10次卻無法取得任何入球，只有一次助攻。此外，他由於紀律問題而被時任領隊米兰·沙希奇處罰其停賽。他其後繳交罰款並重返一隊，但他卻選擇在預備組效力，並在2008年3月至4月期間於第四組別聯賽上陣四次。其後，他道歉並接受罰款 。在他的最後一場預備組賽事，他在以5-2的比分擊敗梅茲特海姆的賽事中大演帽子戲法。此後不久，他正式重返一隊。
2008/09球季，贊迪錫在揭幕戰以3-3逼和緬恩斯的賽事中於下半場時後備入替，球隊在上半場時已經落後0-3，他在兩分鐘內連入兩球，最終成功追平。2008年11月17日，他在以6-0的比分擊敗羅斯托克的賽事中取得入球，最終他在該季上陣33次，攻入14球，成為球會的首席射手。
2009/10年球季，贊迪錫再度成為球會的首席射手，他在該季總共上陣31次，攻入15球，協助凱沙羅頓在球季結束名排名第二，自四年來再次重返德甲。
史浩克零四
2010年4月29日，贊迪錫轉投史浩克零四並簽訂三年合約。但在馬加夫麾下，他的上陣機會不多，於上半季只在聯賽中後備上陣3次。
弗賴堡
2010/11年上半季結束後，弗賴堡鋒線傷兵滿營，急忙從史浩克零四引入贊迪錫，轉會身價90萬歐元，簽約兩年半。

## 國際賽
贊迪錫曾經代表斯洛伐克U21上陣。2008年10月11日，他在2010年世界盃外圍賽對聖馬力諾的賽事中首次代表斯洛伐克上陣。2009年2月11日，他在對以2-3的比分不敵塞浦路斯的友賽中攻入其國際賽處子入球。4月1日，贊迪錫在2010年世界盃外圍賽對捷克的賽事中攻入其首個競爭性的國際賽入球。

## 外部連結
- （德文）Weltfussball.de profile （页面存档备份，存于）
- （德文）Transfermarkt.de profile
- （德文）Career stats on Fussballdaten.de （页面存档备份，存于）